# Afghaanse presidentsverkiezingen 2009
Op 20 augustus 2009 werden er in Afghanistan presidentsverkiezingen gehouden, tegelijk met de verkiezingen voor de 34 provinciale vertegenwoordigende lichamen (shura's). Het was de derde keer na de verdrijving van de Taliban dat de Afghanen konden stemmen en de tweede keer dat zij hun president konden kiezen. Zo'n 17 miljoen burgers konden gaan stemmen op een van de 32 kandidaten, waaronder de grootste kanshebber, zittend president Hamid Karzai (onafhankelijk), zijn grootste concurrent Abdullah Abdullah (Verenigd Nationaal Front), of de derde en vierde kanshebber, respectievelijk Ramazan Bashardost en Ashraf Ghani (beide onafhankelijk).

## Herverkiezing president Karzai
Karzai was bij de verkiezingen in 2004 tot president gekozen. Bij de verkiezingen in 2009 leek hij af te stevenen op een tweede ambtstermijn. Om direct gekozen te worden, moest de winnaar direct meer dan 50 procent van de uitgebrachte stemmen halen. Anders zou een tweede verkiezingsronde in oktober nodig zijn tussen de twee kandidaten die de meeste stemmen behaalden. De strijd om de meeste stemmen voor het presidentschap bleek zoals verwacht te gaan tussen Karzai en Abdullah. In de eerste gepubliceerde tussenstanden tijdens de tellingen leek de strijd om het presidentschap neer te komen op een nek-aan-nek-race tussen dit tweetal. In twee provincies, Bamyan en Daikondi, bleken zij echter door de "derde" kandidaat Bashardost te worden gepasseerd. De verkiezingen in het enerzijds door corruptie en anderzijds door terreur van islamitisch-fundamentalisten geteisterde land gingen gepaard met een geweldscampagne van de Taliban en met beschuldigingen over fraude: een opleving van juist het kwaad waartegen de strijd werd beschouwd als de inzet ervan. Van een nieuwe president werd immers alom verwacht dat deze een beter bestuur en vrede in het land zou brengen.
De periode direct na de dag van de verkiezingen werd gekenmerkt door een algemene onzekerheid, terwijl steeds meer verhalen over een oneerlijk verloop de kop opstaken. Er was twijfel aan de te verwachten verkiezingsuitslag, aan de regering, aan de veiligheidssituatie, terwijl in de commentaren in de westerse pers ook de twijfel klonk of de ISAF-missie nog wel moeite waard was. Eerst was er sprake van dat de uitslag nog wel "dagen" op zich zou laten wachten, en vervolgens, toen meer bekend werd over de klachten die waren ingediend over het verloop, zelfs "misschien maanden". Op 8 september 2009 was Karzai de voor zijn herverkiezing benodigde 50%-grens gepasseerd: na het tellen van 91,6 procent van de stemmen stevende hij af op een absolute meerderheid bij de presidentsverkiezingen. Indien hij die na het tellen van alle stemmen en na de eventueel noodzakelijke correcties wegens fraude zou weten te behouden, zou een tweede ronde overbodig zijn. De kiescommissie meldde dat Karzai op 54,1% stond en Abdullah op 28,3%. De kans dat Abdullah nog zover zou oprukken dat Karzai weer onder de 50%-grens zou zakken werd verwaarloosbaar geacht - een tweede ronde zou daarmee onnodig zijn en derhalve was Karzai zeker van zijn herverkiezing. De onafhankelijke klachtencommissie gelastte echter een hertelling in ten minste drie provincies.
De Amerikaanse ambassadeur Karl Eikenberry zou er bij Karzai op hebben aangedrongen de tussenstand niet aan te grijpen om de overwinning te claimen. Al snel na de verkiezingsdag kwamen uit alle delen van het land - maar vooral uit het zuiden en oosten waar Karzai zijn achterban heeft - berichten over verkiezingsfraude. De meeste meldingen waren gericht tegen Karzais campagneteam. Hoewel door velen verwacht was dat deze verkiezingen de democratie in het land zouden versterken, leek door alle twijfels over een eerlijk verloop ervan juist het tegengestelde bewaarheid te worden: zowel het imago van de democratie als de reputatie van Karzai kwamen geschonden uit de strijd.
De waarnemingsmissie van de EU verklaarde "zeer bezorgd" te zijn over de berichten over fraude. Volgens de missie zou in 2.451 van de getelde 18.877 kiesbureaus meer dan 90 procent van de stemmen naar één kandidaat gegaan: totaal ruim 566.000 stemmen. Nog eens 138.000 stemmen zouden afkomstig zijn uit stembureaus waar de opkomst de 100% overschreed.
Terwijl de toenemende berichten over ten gunste van Karzai gepleegde fraude fnuikend waren voor het vertrouwen van westerse regeringen in de zittende president, kondigde hij aan dat hij indien hij zou worden herkozen als staatshoofd, "binnen honderd dagen" met de Taliban wilde gaan onderhandelen. Voorwaarde zou zijn dat zij alle banden met Al Qaida zouden verbreken en de Afghaanse grondwet respecteren. Hij zei dit in een interview waarin hij verzekerde "geen marionet van de Verenigde Staten" te zullen zijn.

## Betekenis
De ambtstermijn van de zittende president Karzai was op 22 mei 2009 afgelopen. Volgens de Afghaanse grondwet moesten er dan in april 2009 nieuwe verkiezingen worden gehouden. Volgens de kieswet was het echter mogelijk die uit te stellen bij een gebrek aan veiligheid of wegens logistieke problemen.
Lange tijd bleef echter onduidelijk of de verkiezingen wel konden doorgaan, en op welke datum ze dan zouden plaatsvinden. Volgens alle voorafgaande beschouwingen was de inzet hoog: indien deze verkiezingen niet zouden doorgaan, zou het Westen hebben gefaald in het "Petersberger Prozess" dat op de Internationale Afghanistan-conferentie te Bonn in 2001 was uitgestippeld: het leggen van de basis van een levensvatbare democratische staatsordening na de verdrijving van de Taliban.
Door de wereldgemeenschap die bij de Internationale Afghanistan-conferentie te Den Haag op 31 maart 2009 steun aan Afghanistan toezegde, werd er niet aan getwijfeld of de verkiezingen konden doorgaan. Althans niet openlijk. Uit- of afstel van de verkiezingen, symbool bij uitstek voor de democratie, zou de erkenning betekenen dat het Westen heeft gefaald. Daardoor werd er veel waarde gehecht aan het voor een hoge prijs, nagenoeg "koste wat 't kost", doorgaan van deze verkiezingen.
Alleen door grootschalige fraude te plegen zou Karzai aan de macht kunnen blijven, zo was reeds ruime tijd voor de verkiezingen geopperd. Ook dat was een onwenselijk scenario. Naar verluidt zouden Karzais adviseurs daarom voorstander zijn van een nieuwe loya jirga. Tijdens een dergelijke grote bijeenkomst van stammenleiders zou de nieuwe president kunnen worden gekozen, evenals in 2002.

## januari 2009: uitstel
In kringen rond president Karzai werd najaar 2008 naar verluidt gesproken over een mogelijk uitstel van de verkiezingen. Indien de verkiezingen namelijk, in verband met de veiligheidssituatie, niet in het zuiden van het land zouden kunnen worden gehouden, of slechts gedeeltelijk, dan viel te verwachten dat Karzai een enorm aantal stemmen van Pashtuns, zijn etnische achterban, zou ontberen. Dan zou bijvoorbeeld een Tadzjiek uit het noorden aan de macht kunnen komen, wat dan voor een groot deel van het land onaanvaardbaar zou kunnen zijn.
In januari 2009 werd door de nationale kiescommissie besloten wegens de slechte veiligheidssituatie de verkiezingen uit te stellen van april naar 20 augustus. Dat zou de NAVO-stabilisatiemacht ISAF voldoende tijd moeten geven om militaire versterkingen te sturen die de verkiezingen zouden moeten beveiligen.
Het hoofd van de Verkiezingscommissie Azizullah Lodin verklaarde eind januari 2009 dat het parlement nu moest voorkomen dat er een machtsvacuüm zou ontstaan tussen mei en augustus. Lodin merkte ook op dat de verkiezing mede was uitgesteld wegens financiële en logistieke problemen. Ook zou het onmogelijk zijn om stembussen naar de berggebieden te brengen tijdens het vroege voorjaar, als de sneeuw smelt en er op vele plaatsen in het land overstromingen ontstaan.
In de periode van het uitstel zouden extra buitenlandse troepen naar Afghanistan komen. Gehoopt werd dat het daardoor in augustus veiliger zou zijn.
Tegelijkertijd met de bekendmaking van het uitstel waarschuwde het Internationale Instituut voor Strategische Studies in Londen voor toenemend geweld in het land. "De integriteit van de hele internationale missie staat op het spel. Er is een risico dat het onmogelijk blijkt verkiezingen te houden, of dat de opkomst zo laag is dat de stembusgang ongeldig is."

## Voorjaar 2009: constitutionele crisis
Nadat de kiescommissie in januari 2009 het uitstel van de verkiezingen had bekendgemaakt, ontstond er begin maart 2009 een constitutionele crisis, doordat Karzai middels een presidentieel decreet de verkiezingen ineens weer wilde vervróegen van 20 augustus naar 21 april. De kiescommissie had gesteld dat wanneer er in april verkiezingen zouden zijn, "er geen sprake van is dat aan belangrijke principes als algemene toegankelijkheid, eerlijkheid en transparantie voldaan wordt". Volgens de kieswet dienden verkiezingen uiterlijk 140 dagen van tevoren uitgeschreven te worden. De nieuwe verkiezingsdatum 21 april was reeds over 52 dagen.
Karzais plotselinge ommezwaai kwam volgens een woordvoerder na gesprekken met het Afghaanse Hooggerechtshof. Dat zou de president opmerkzaam hebben gemaakt op de 'dertig tot zestig dagen-bepaling' in artikel 61 van de in 2004 aangenomen constitutie.
Het decreet leidde tot fel protest: indien andere kandidaten onvoldoende tijd zouden hebben om campagne te voeren, zou de zittende president een voorsprong hebben om het electoraat te bereiken. Daarmee rees een conflict dat de legitimiteit van de komende stembusgang bedreigde: mislukte verkiezingen zouden de veiligheidssituatie in het land verder kunnen destabiliseren, terwijl de publieke opinie juist grotendeels neigde naar politieke verandering.
Karzais ambtstermijn zou volgens de grondwet bij het ingaan van de maand Jauwza (21 mei) aflopen. Indien hij in augustus presidentskandidaat wilde zijn, dan zou hij voor die tijd moeten aftreden, stelde de oppositie. De oppositie in het parlement eiste dat Karzai daadwerkelijk zijn presidentiële bevoegdheden zou afstaan na 21 mei. Sommigen pleitten ervoor dat hij die zou overdragen aan de voorzitter van het Afghaanse Hogerhuis, die dan tijdens de interim-periode van drie maanden het land zou moeten leiden.
Karzai wees op een andere bepaling in de grondwet, die voorschrijft dat de verkiezingen ten minste een maand voor het einde van de ambtstermijn van de president gehouden moeten worden. Karzai stelde de oppositie daarmee voor een dilemma. Geen van de presidentskandidaten was klaar voor de verkiezingen en de oppositie had nog geen gezamenlijke kandidaat die het tegen Karzai kon opnemen.
"Ik zal niet meedoen aan schijnverkiezingen in april. Dat zou neerkomen op het legitimeren van een Zimbabwe-achtige regeling", zei Ashraf Ghani, een vooraanstaande intellectueel en oud-minister van financiën. Volgens hem was Karzai "bezig de verkiezingen te manipuleren", door de staatsorganen in te zetten voor eigen politiek gewin.
De verkiezingsdatum van 20 augustus werd door de Verenigde Naties, die het Afghaanse verkiezingsproces ondersteunen, aangemerkt als een grote uitdaging wegens de enorme logistieke problemen. De registratie van kiezers, het onderzoeken van de antecedenten van kandidaten, het opzetten van stembureaus, het aanwijzen van verkiezingsfunctionarissen, het drukken van stembiljetten en alle te nemen veiligheidsmaatregelen zouden een grote inspanning vergen.
Mochten de presidentsverkiezingen vervroegd worden tot april, dan zou het vanwege de korte voorbereidingstijd niet lukken tegelijkertijd de provinciale raden te kiezen, wat het land en ook de internationale gemeenschap zou opzadelen met verdubbeling van de kosten voor de stembusgang.
Als oplossing werd geopperd een uitroepen van de noodtoestand: dit bood de kans tot verlenging van de ambtstermijn van Karzai en tegelijk tot uitstel van de verkiezingen. Onduidelijk was wie het laatste woord kon hebben in de door het decreet veroorzaakte constitutionele crisis. Karzai stelde dat het Hooggerechtshof oordeelt over grondwettelijke kwesties. Zijn politieke tegenstanders stelden dat de kiescommissie echter een onafhankelijk instituut is, dat de oren niet mag laten hangen naar de machthebbers.
De Afghaanse kiescommissie hield voet bij stuk en handhaafde de reeds vastgestelde datum 20 augustus, omwille van de veiligheid en vanwege sneeuwval in bergachtige gebieden. Door de late verkiezingen moest er wel een interim-regering worden gevormd tussen Karzais aftreden, op 22 mei, en de verkiezingen.

## Vrees
Tijdens de aanloop naar de verkiezingen klonken in toenemende mate bezorgde geluiden. Gevreesd werd voor de veiligheid (zie onder Aanslagen) en ook voor een oneerlijk verloop. De speciale VN-gezant voor Afghanistan, Kei Eide, verwoordde deze vrees in de Veiligheidsraad. Oneerlijke verkiezingen zouden de politieke instabiliteit laten voortduren en de publieke steun voor de democratie ondermijnen. Een incorrect verloop zou ook koren op de molen zijn voor de Taliban in hun streven naar ondermijning van het staatsbestel. Bij veel Afghanen zou twijfel rijzen, of blijven bestaan, over de waarde van "het democratisch proces", terwijl er reeds grote onvrede heerste over slecht bestuur, corruptie en criminaliteit in het land.
Eide sprak tijdens een inspectie van verkiezingsmateriaal in een loods in Kaboel van "de meest gecompliceerde verkiezingen die ik ooit heb gezien". Het materiaal moest deels met ezels in de moeilijk toegankelijke bergregio Hindu Kush worden verspreid. Daarvoor was de inzet van ruim drieduizend ezels gepland. Hoe moest worden gestemd in het zuiden en het oosten van Afghanistan was nog niet duidelijk. Geschat werd dat van de zevenduizend geplande stembureaus er zeker zevenhonderd om veiligheidsredenen niet zouden kunnen worden ingericht.
De regering slaagde er een maand voor de verkiezingsdatum wel in een wapenstilstand te sluiten met Taliban-strijders in de noordwestelijke provincie Badghis bij de grens met Turkmenistan. Ze zou ook meer wapenstilstanden willen sluiten in andere gebieden. Tekenend voor de heersende onveiligheid tijdens de aanloop naar 20 augustus was een mislukte aanslag op een omstreden kandidaat voor het vicepresidentschap onder Karzai, de voormalige krijgsheer Mohammad Qasim Fahim, in de noordelijke provincie Kunduz. In de provincie Laghman werd kort daarop de campagneleider van presidentskandidaat Abdullah Abdullah neergeschoten. Eerder werd in de provincie Kapisa reeds een andere campagneleider van hem doodgeschoten.

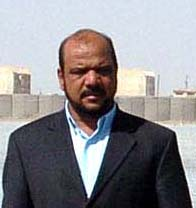
Mohammad Qasim Fahim in 2004

Waarnemers in de hoofdstad Kaboel bleven sceptisch over verdere vooruitgang na het akkoord in Badghis. De opstandelingen die het akkoord in de provincie hadden gesloten, stonden niet in nauw contact met de Taliban-leiding rond Mullah Omar. Het zou gaan om lokale groeperingen die onder de invloed staan van stamoudsten, met wie de regering had onderhandeld. Ten onrechte zou Karzai trachten het akkoord in Badghis voor te stellen als het begin van een "vredesproces" in heel Afghanistan. In de Taliban-bolwerken in het zuiden en oosten van het land zouden dergelijke akkoorden lastiger zijn.

## Juli/augustus 2009: oplopende spanningen
In de weken voorafgaand aan de verkiezingen werd de tot dusver nog betrekkelijk rustige hoofdstad Kaboel doelwit van raketaanvallen door de Taliban, die het geweld opvoerden om angst te zaaien en de bevolking ervan te weerhouden te gaan stemmen. Ook in andere delen van het land nam de onrust toe over de veiligheid in de aanloop naar de verkiezingen. Door het hele land vonden aanslagen plaats, ook in de relatief rustige noordelijke en westelijke provincies.
Enkele dagen voor de verkiezingen vond een zelfmoordaanslag plaats op de best beveiligde plek in Kaboel, met aan de ene kant het hoofdkwartier van de NAVO-troepen en aan de andere de Amerikaanse ambassade, beiden in de nabijheid van het presidentieel paleis. Een bomauto kwam tot stilstand tegen een betonnen blokkade voor de ingang van het ISAF-complex. Volgens een woordvoerder van de Taliban zou de Amerikaanse ambassade het eigenlijke doelwit zijn geweest. In het zuiden van Afghanistan werd door de Taliban een pamflet verspreid, waarin werd gedreigd met geweld tegen stembureaus op de dag van de verkiezingen.
In diverse provincies werden dreigementen geuit tegen kandidaten, medewerkers van de kiesraad en mensen die bereid waren te gaan stemmen. Er werd rekening mee gehouden dat zo'n 10 procent van de stembureaus gesloten zouden blijven. In veel andere bureaus zou de opkomst ook afhangen van de vrees onder kiezers voor geweld. Na de verkiezingsdag zouden nog wraakacties kunnen volgen. De onafwasbare inkt die kiezers op hun wijsvinger krijgen zou hen dagenlang herkenbaar maken.

## Uitslag
- Nadat de verkiezingen uiteindelijk op 20 augustus 2009 hadden plaatsgevonden, was aanvankelijk meegedeeld dat reeds op 23 augustus 2009 de voorlopige uitslagen ervan bekend zouden worden gemaakt. De Afghaanse kiescommissie volstond op deze datum en de dagen erna echter met de vermelding van de tussenstanden, mededelingen omtrent de stemmentelling in tranches. Daarin zouden de sterkste kandidaten min of meer gelijk opgaan. De zittende president Karzai leek hierin een kleine voorsprong te hebben op zijn belangrijkste uitdager Abdullah, die echter onvoldoende leek om een tweede ronde overbodig te maken.[31][32] De bekendmaking van de vijfde en laatste tranche die daarover op 5 september duidelijkheid zou moeten verschaffen werd echter op het laatste moment "wegens technische problemen" uitgesteld.[33] Op 6 september werd gemeld dat na telling van driekwart van de stemmen Karzai op 48,6% en Abdullah Abdullah op 31,7% van de stemmen stond en dat de stemmen van 447 van de ruim 24.000 stembureaus voorlopig apart werden gehouden wegens de te onderzoeken beschuldigingen over fraude.[34][35]

- Op 8 september 2009 was ruim 90% van de stemmen geteld. Op dat moment zou iets meer dan 54% van de stemmen zijn uitgebracht voor Karzai en iets meer dan 23% voor Abdullah. Om een tweede verkiezingsronde overbodig te maken heeft koploper Karzai 50% + 1 stem nodig.[36] Tevens werd echter bericht dat een deel van de stemmen opnieuw geteld moest worden.[37]

- Tijdens het tellen van de stemmen waarschuwde de kandidaat Abdullah dat hij de verkiezingsuitslag niet zou accepteren indien die een overwinning voor Karzai zouden betekenen. Volgens hem zouden er namelijk op grote schaal manipulaties ten gunste van de zittende president zouden hebben plaatsgevonden. Op 30 augustus verklaarde de woordvoerder van de kiescommissie, Noor Ahmad Noor, echter dat de verkiezingen "geloofwaardig en eerlijk" zouden zijn geweest, ondanks enkele onregelmatigheden. De voorlichter van Abdullahs campagne, Fazel Sangcharaki, wees suggesties van de hand dat Abdullah zou instemmen met een voorstel een coalitieregering te vormen. In plaats daarvan riep hij op tot het bijeenroepen van een loya jirga om de kwestie op te lossen.[38]
- Op 1 november werd bekend dat kandidaat Abdullah zich terugtrok van de tweede ronde van de verkiezingen. Hamid Karzai was vervolgens automatisch de winnaar van de verkiezingen, en werd in die hoedanigheid ook gefeliciteerd door westerse ministers van Buitenlandse Zaken als Hillary Clinton en Yves Leterme.[39]

Afghaanse presidentsverkiezingen 20 augustus 2009
laatste tussenstand op 08 september 2009 na telling van de resultaten van 22.551 van de 24.621 stembureaus (91,6%)
| Plaats | Kandidaat                | Aantal stemmen | Percentage stemmen |
| ------ | ------------------------ | -------------- | ------------------ |
| 1      | Hamid Karzai             | 2.959.093      | 54,1%              |
| 2      | Abdullah Abdullah        | 1.546.490      | 28,3%              |
| 3      | Ramazan Bashardost       | 505.347        | 9,2%               |
| 4      | Ashraf Ghani Ahmadzai    | 147.761        | 2,7%               |
| 5      | Mirwais Yasini           | 47.458         | 0,9%               |
| 6      | Shahnawaz Tanai          | 32.196         | 0,6%               |
| 7      | Habib Mangal             | 23.199         | 0,4%               |
| 8      | Frozan Fana              | 23.030         | 0,4%               |
| 9      | Mulla Abdul Salam Rakity | 21.119         | 0,4%               |
| 10     | Motasim Billah Mazhabi   | 19.345         | 0,4%               |

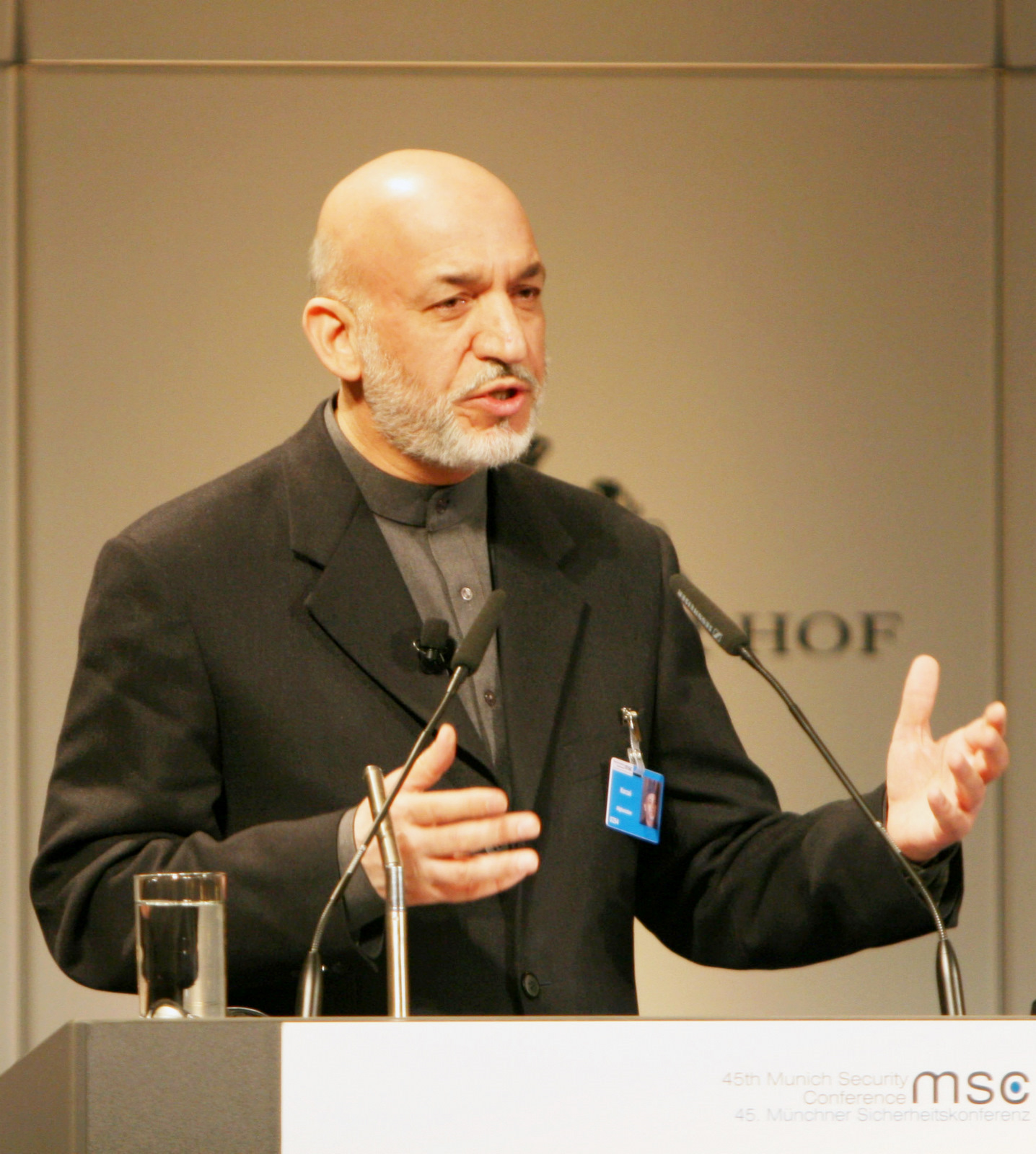
Hamid Karzai (onafhankelijk)
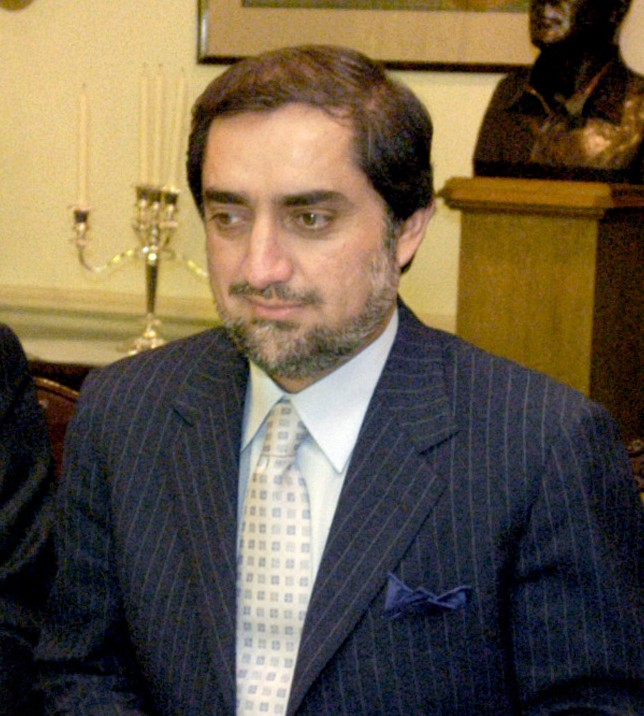
Abdullah Abdullah (UNF)

## Fraude en crisis
De presidentsverkiezingen gingen gepaard met beschuldigingen over fraude. De bekendmaking van de uitslag werd mede door de naar gemelde onregelmatigheden in te stellen onderzoeken sterk vertraagd. Na 20 augustus bleek de onafhankelijke klachtencommissie ECC een steeds belangrijkere rol te krijgen. De leden hiervan waren drie buitenlandse waarnemers en twee Afghanen. Het vellen van een eindoordeel over de geldigheid van de verkiezingen zou echter buiten hun mandaat liggen. Deze commissie ontving na de verkiezingsdag tientallen klachten over beweerde fraude en onregelmatigheden. Het zou vooral gaan om geknoei met stembussen, het vullen van stembussen met valse biljetten, intimidatie van kiezers en ongepaste bemoeienis van leden van stembureaus.
Met name kandidaat Abdullah Abdullah en zijn aanhang betichtten van "omvangrijke fraude". Er zou op grote schaal ten gunste van Karzai zijn geknoeid: "door zijn campagneteam, door regeringsmensen, via het overheidsapparaat". Abdullah meende dat met name zou zijn gefraudeerd in zuidelijke provincies als Kandahar. Daarvandaan kwamen meldingen van een opkomst van 40 procent, terwijl er volgens hem maar 10 procent van de kiezers zou zijn opgekomen, uit vrees voor de Taliban. Zowel Abdullah als president Karzai beweerden de verkiezingen te hebben gewonnen.
- In de weken na de verkiezingsdag 20 augustus deden steeds meer verhalen de ronde over staaltjes van verkiezingsfraude. Bijvoorbeeld in een kleinere plaats ten oosten van Kaboel zouden reeds een uur na de opening van het stembureau maar liefst 6000 stemmen zijn uitgebracht. De staf van het stembureau hield er vol dat alle stemmers meteen 's ochtends om 7 uur al waren langs geweest: allen uit vrees voor de dreigementen van Taliban. Aangezien het uitbrengen van een stem echter per persoon vier minuten tijd zou kosten en er ter plekke 12 stembussen waren, hadden onmogelijk zoveel mensen er in een uur tijd hun stem kunnen uitbrengen. Later werd beweerd dat de stembussen er tevoren gevuld zouden zijn met stemmen voor president Karzai.[43] Een broer van Karzai die gouverneur is van de provincie Kandahar werd beschuldigd van grof machtsmisbruik om de verkiezingen te manipuleren.[44]

- Toen op 31 augustus 2009 de vierde tranche bekend werd gemaakt, had de electorale klachtencommissie ECC inmiddels reeds meer dan 2500 klachten ontvangen met betrekking tot vermoedelijke onregelmatigheden, waarvan meer dan 600 met de hoogste prioriteit. Op 30 augustus was bekendgemaakt dat het om 567 beschuldigingen van mogelijke gevallen van diverse vormen van misbruik ging, die ernstig genoeg kon worden geacht om de uitslag te kunnen beïnvloeden. Dat was meer dan het dubbele aantal dan wat twee dagen eerder was ontvangen. De commissie, onder voorzitterschap van de Canadese waarnemer Grant Kippen, is verplicht die ernstigste categorie klachten te onderzoeken alvorens ze een officiële uitslag kan geven.

- Toen op 6 september resultaten van 66 stembureaus in de provincie Kandahar, werden vrijgegeven, bleek bij 9 bureaus 100% van de stemmen te zijn uitgebracht op Karzai. Ook in Kandahar bleek bij 6 stembureaus meer dan 100% van het geschatte aantal geregistreerde kiezers een stem te hebben uitgebracht. In een enkel geval betrof het zelfs een derde meer.[45] De geloofwaardigheid van de verkiezingen werd flink ondergraven, nadat de onafhankelijke verkiezingscommissie gisteren de resultaten van 447 van de 25.450 stembureaus ongeldig heeft verklaard wegens fraude. Daarmee waren mogelijk 200.000 stemmen ongeldig geworden. Eerder al hadden Afghaanse en buitenlandse waarnemers mogelijke gevallen van grootschalige fraude aan de orde gesteld, vooral in het zuiden. Getuigen zouden onder meer hebben verteld hoe stembussen werden volgestopt met stapels van tevoren ingevulde stembiljetten.[46]

- Op 7 september werd bekendgemaakt dat de meeste klachten over mogelijke fraude afkomstig waren uit de provincies Baghlan, Kaboel, Kandahar en Faryab.[35] Op 7 september publiceerde het Amerikaanse dagblad New York Times ernstige beschuldigingen aan het adres van de aanhangers van president Karzai. Die zouden honderden fictieve stembureaus hebben opgezet waar niemand stemde. Desalniettemin zouden daar zogenaamd honderdduizenden stemmen op Karzai zijn uitgebracht. Dit althans volgens bronnen die niet nader werden omschreven dan als "senior Western and Afghan officials here". Die nepbureaus, zo'n 800 in getal, bestonden alleen op papier, verklaarde een anonieme "senior Western diplomat". Honderden en in sommige gevallen zelfs duizenden stemmen voor Karzai zouden daarvandaan zijn gekomen. Een andere Westerse official zou dat "patroon" hebben bevestigd. Waarschijnlijk zo'n 15% van de stembureaus bleef op de verkiezingsdag gesloten. Ze zouden echter duizenden stemmen op Karzai hebben voortgebracht. Aanhangers van Karzai zouden ook zo'n 800 legitieme stembureaus hebben "overgenomen" en die op frauduleuze wijze hebben gebruikt om tienduizenden extra stemmen voor hun kandidaat te melden. In sommige provincies zou het aantal stemmen op Karzai het aantal werkelijk uitgebrachte stemmen met een factor 10 hebben overschreden. Veel van de beweerde fraude ten gunste van de zittende president zou hebben plaatsgevonden in het oosten en zuiden van het land, waar de Pasjtoens in de meerderheid zijn. De opkomst was daar uitzonderlijk laag. Dat zou onder meer het geval zijn geweest in Karzais "thuisbasis", de provincie Kandahar. Daar zouden meer dan 350 duizend stemmen zijn uitgebracht, terwijl volgens westerse functionarissen in werkelijkheid hooguit 25 duizend kiezers er zouden hebben gestemd.[47][48]

- Volgens de Nederlandse Afghanistan-deskundige Martine van Bijlert, co-directeur van het Afghanistan Analysts Network AAN, een onafhankelijke denktank in Kaboel, waren "de schaal" van de beweerde fraude en het "gebrek aan subtiliteit" ernstiger dan zij had verwacht: "Het gebeurde heel openlijk en grootschalig, veel meer dan bij de parlementsverkiezingen in 2005"". Volgens haar zouden de manipulaties maandenlang zijn voorbereid. De plegers zouden zo veel mogelijk stemkaarten hebben verzameld of nummers daarvan. Ook zou Karzai een benoemingsbeleid hebben gevoerd dat loyale mensen aan de macht bracht als provincie- of districtsgouverneurs. Volgens Bijlert zou het op verkiezingsdag zelfs zijn voorgekomen dat waarnemers stembureaus werden uitgewerkt. Ook zou er tijdens het tellen veel fout gaan. "Aanvankelijk heeft de IEC alleen 'schone' stembussen geteld, die boven verdenking stonden. Maar de afgelopen dagen is gebleken dat ze eigenlijk geen zin meer hebben in het uitsluiten van grote aantallen stembussen. Omdat je in bepaalde gebieden stembussen met totaal onwaarschijnlijke uitslagen ziet, raakt de einduitslag vervuild." Bij een nipte overwinning van Karzai zou de verkiezingsklachtencommissie een cruciale rol kunnen gaan spelen. Bij ongeldigverklaring van vele stemmen zou Karzai weer onder de 50% belanden en moet er begin oktober wel een tweede verkiezingsronde komen.[49]

- Op 8 september werd door de klachtencommissie de hertelling gelast van alle stemmen uit stembussen waarmee mogelijk geknoeid zou zijn. Ook moesten de betreffende stembiljetten aan een nader onderzoek door de kiescommissie worden onderworpen. De hertelling was aan de orde van de stemmen uit kiesbureaus in heel het land waar 600 stemmen of meer waren uitgebracht, het maximale aantal geregistreerde kiezers per stembureau. Ook moest er een hertelling komen in bureaus waar meer dan honderd stemmen waren uitgebracht en één kandidaat 95 procent of meer van die stemmen zou hebben gekregen. Dit kon een wekenlang uitstel voor de bekendmaking van officiële resultaten betekenen.[50]

- Op 9 september viel in een commentaar op de situatie die was gerezen na de verkiezingen van 20 augustus het woord "crisis": Radio Free Europe repte in een bericht over Afghanistan over "the post-election crisis"[51] en op 10 september beschuldigde kandidaat Abdullah Abdullah de Onafhankelijke Verkiezingscommissie van partijdigheid ten gunste van Karzai. Volgens hem zou het verkiezingsproces leiden tot een "onwettige regering".[52] De klachtencommissie meldde in een verslag over een eerste aantal behandelde klachten dat er "in zeker 83 stemlokalen" zou zijn geknoeid met de uitslag (op een totaal van 25.450 stembureaus). Deze 83 stembureaus waar het gesteld geknoei bewezen werd geacht, lagen bijna allemaal in provincies waar Karzai veel steun geniet. Volgens een Duitse EU-waarnemer zouden minstens 700.000 van de 5,5 miljoen getelde stemmen betwistbaar zijn.[53]

## Aanslagen
Van de zijde van de Taliban was aangekondigd dat zij zouden proberen de verkiezingen te verhinderen. Woordvoerder Zabiullah Mujahed verklaarde in oktober 2008: "Dit zijn symbolische verkiezingen. Meneer Bush kiest de nieuwe president van Afghanistan." (Toen de verkiezingen in augustus 2009 plaatsvonden, was de Amerikaanse president Bush inmiddels opgevolgd door Obama).
Hoewel minder mensen hebben gestemd dan bij de verkiezingen in 2004, noemden woordvoerders in Kaboel deze verkiezingen een succes. De Afghaanse overheid heeft een mediastilte omtrent de aanslagen aangekondigd, omdat ze bang was dat uitgebreide berichtgeving van de aanslagen mensen zou afschrikken en potentiële kiezers ervan zou weerhouden te stemmen.
Ondanks een groot aantal aanslagen van de Taliban heette de verkiezingsdag "relatief rustig" te zijn verlopen. Het meeste geweld was in het zuiden, waardoor daar de opkomst lager bleef. Volgens de kiescommissie IEC waren er die dag meer dan 100 "gewelddadige incidenten", waarbij 18 politieagenten en 30 burgers zouden zijn gedood, respectievelijk 27 en 31 verwond. De opkomst was lager dan bij de presidentsverkiezingen in 2004, namelijk tussen de 40 en 50%. Volgens waarnemers kon het percentage iets lager liggen.

## VN-conferentie 2010
Begin september 2009, nog voor de verkiezingsuitslag bekend was, werd door de UN Peacekeeping Department, een onderdeel van de Verenigde Naties, bekendgemaakt dat het voorjaar 2010 een topconferentie wil organiseren in Kaboel, met de bedoeling de nieuwe regering en "de belangrijkste internationale spelers" bijeen te brengen om ontwikkeling en democratie in de nabije toekomst te bevorderen. Deze aangekondigde internationale Afghanistan-conferentie zou dan de eerste zijn die in het land zelf zou worden gehouden. In tegenstelling tot eerdere berichten werd eind november beslist dat de conferentie in de Britse hoofdstad Londen zou doorgaan en niet in Kaboel. Bedoelde conferentie zal in Londen plaatsvinden en wel op 28 januari 2010.
Drie Europese leiders, de Duitse bondskanselier Merkel, de Britse premier Brown en de Franse president Sarkozy, wilden nog in 2009 een internationale Afghanistanconferentie bijeenroepen. Zij stuurden secretaris-generaal van de VN Ban Ki-moon een brief waarin hem werd verzocht zo spoedig mogelijk een dergelijke conferentie bijeen te roepen, en willen graag overleggen over de toekomst van Afghanistan op sociaal-economisch terrein en op het gebied van bestuur, veiligheid en toezicht, naar aanleiding van de presidentsverkiezingen. Dat zou moeten gebeuren nog voor het eind van 2009, na de beëdiging van de nieuwe Afghaanse regering. Er zouden afspraken moeten worden gemaakt over "nieuwe doelstellingen en streefdata" en, waar dat althans haalbaar zou blijken, de overdracht van verantwoordelijkheden aan Afghanen.
De recentelijk benoemde secretaris-generaal van de NAVO, Anders Fogh Rasmussen, uitte zijn bezorgdheid over zijn waarneming dat "het publieke debat over de inspanning in Afghanistan de verkeerde kant op begint te gaan". Tevens wees hij op het belang van de overdracht van verantwoordelijkheden aan Afghanen "op alle vlakken: veiligheid, gezondheidszorg, onderwijs, ontwikkeling en bestuur".
De datum van de conferentie te Londen werd in november 2009 door de Britse premier bekendgemaakt samen met de VN-secretaris-generaal Ban Ki-moon tijdens een persconferentie op de tweejaarlijkse regeringsleidersbijeenkomst van het Gemenebest van Naties in Trinidad en Tobago. De conferentie zal worden geleid door de Britse Minister van Buitenlandse Zaken (Foreign Secretary) David Miliband en wordt gesteund door de VN. Ban Ki-moon zal de conferentie ook bijwonen, evenals de Afghaanse president Hamid Karzai en vertegenwoordigers van vele van de 43 landen die betrokken zijn bij de International Security Assistance Force (ISAF) in Afghanistan.
In Londen zal een stappenplan worden opgesteld voor de verbetering van het bestuur in Afghanistan. Een vervolgconferentie zal daarna in de Afghaanse hoofdstad Kaboel worden gehouden om de bereikte resultaten te evalueren.

## Varia
- Bij de verkiezingen waren er 6969 stembureaus, waarvan 255 in de stad en provincie Kaboel. De stembureaus gingen op 20 augustus open om 7 uur 's ochtends plaatselijke tijd (02.30 GMT) en sloten om 5 uur 's middags (na een verlenging van een uur om het meer kiezers mogelijk te maken hun stem uit te brengen). De presidentsverkiezingen werden bijgewoond door ruim 25.000 journalisten en waarnemers.

- Opmerkelijk was onder meer dat de ex-diplomaat Habib Mangal (62), een voor deze verkiezingen uit Nederland na een verblijf van 10 jaar naar zijn geboorteland teruggekeerde vluchteling,[61][62][63] in deze tussenstanden eerst op de vijfde plaats opdook, achter Mirwais Yasini.

- Bij de gelijktijdig gehouden verkiezingen voor de provinciale raden waren 3300 kandidaten, van wie 323 vrouwen. Aan de presidentsverkiezingen werd deelgenomen door twee vrouwelijke kandidates: Frozan Fana[64] en Shahla Atta.[65]

- Op het verloop van de verkiezingen werd ook toezicht gehouden door buitenlandse waarnemers, onder wie ook een aantal Nederlanders. De jurist Maarten Halff maakte deel uit van de officiële verkiezingsklachtencommissie ECC en Tweede Kamer-lid Mariko Peters nam deel aan een monitorproject van de organisatie FEFA, dat op zijn beurt ook het functioneren van deze commissie onder de loep nam.